# Tour of Oman 2011
Die 2. Tour of Oman (dt. Oman-Rundfahrt) war ein Rad-Etappenrennen in Oman, das vom 15. bis zum 20. Februar 2011 stattfand. Es wurde in sechs Etappen über eine Gesamtdistanz von 848 Kilometern ausgetragen. Das Rennen war Teil der UCI Asia Tour 2011 und dort in die Kategorie 2.1 eingestuft.
Der Niederländer Robert Gesink von Rabobank sicherte sich mit über einer Minute Vorsprung auf den Norweger Edvald Boasson Hagen (Sky ProCycling) und Giovanni Visconti, Italiener von Farnese Vini-Neri Sottoli, den Gesamtsieg.

## Teilnehmer
Insgesamt zehn ProTeams wurden von der veranstaltenden Amaury Sport Organisation eingeladen. Außerdem nahmen noch sechs Professional Continental Teams teil. Alle teilnehmenden Mannschaften hatten bereits einige Tage zuvor an der Katar-Rundfahrt partizipiert. Neun Deutsche, drei Schweizer und kein Österreicher wurden nominiert.
| UCI ProTeams Quickstep Cycling Team HTC-Highroad Lampre-ISD                      | Leopard Trek Katusha Team Rabobank Cycling Team | Sky ProCycling Team Garmin-Cervélo BMC Racing Team | Pro Team Astana |
| UCI Professional Continental Teams Skil-Shimano Topsport Vlaanderen-Mercator FDJ | Geox-TMC Farnese Vini-Neri Sottoli              |                                                    |                 |
| UCI Continental Teams An Post-Sean Kelly                                         |                                                 |                                                    |                 |

## Etappen und Rennverlauf
Die ersten drei Tagesabschnitte verliefen ohne größere topographische Schwierigkeiten in der Nähe des Golfes von Oman. Den Massensprint der ersten Etappe gewann souverän der Rabobank-Cycling-Team-Profi Theo Bos, auf der zweiten Etappe siegte Matthew Goss (HTC-Highroad) und fuhr ins Rote Trikot des Gesamtführenden, bevor Bos am dritten Tag mit einem weiteren Sieg zurückschlug.
Eine Vorentscheidung um den Gesamtsieg fiel auf der vierten Etappe, die ins Landesinnere hinauf auf den "Green Mountain" führte, der 5,8 Kilometer lang und durchschnittlich 10,3 % steil war. Mit einem überlegenen Solosieg – 47 Sekunden betrug der Vorsprung auf den Verfolger Edvald Boasson Hagen – sicherte sich Robert Gesink die Gesamtführung, welche er etwas überraschend durch einen weiteren Tagessieg im Einzelzeitfahren von Al Jissah, das ebenfalls zwei Anstiege beinhaltete, noch ausbauen konnte. Den flachen letzten Abschnitt sicherte sich im Sprint Mark Cavendish (HTC-Highroad).
| Etappe | Tag         | Start – Ziel                                | Typ            | km   | Etappensieger  | Gesamtwertung |
| ------ | ----------- | ------------------------------------------- | -------------- | ---- | -------------- | ------------- |
| 1.     | 15. Februar | as Sawadi > Al Seeb                         | Flachetappe    | 158  | Theo Bos       | Theo Bos      |
| 2.     | 16. Februar | The Wave, Muscat > Al Wutayya               | Flachetappe    | 139  | Matthew Goss   | Matthew Goss  |
| 3.     | 17. Februar | Sur > Sur                                   | Flachetappe    | 208  | Theo Bos       | Matthew Goss  |
| 4.     | 18. Februar | Sultan Qaboos University > Jabal al Akhdhar | Bergetappe     | 157  | Robert Gesink  | Robert Gesink |
| 5.     | 19. Februar | Einzelzeitfahren Al Jissah                  | Zeitfahretappe | 18,5 | Robert Gesink  | Robert Gesink |
| 6.     | 20. Februar | Qurayyat > Mattrah Seafront                 | Flachetappe    | 157  | Mark Cavendish | Robert Gesink |